# Xujiayao
Xujiayao (许家窑; Xǔjiāyáo) är en arkeologiskt utgrävningsplats i norra Kina där fossil av den svårkategoriserade Xujiayaomänniskan (许家窑人; Xǔjiāyáorén) har hittats.
Fynden gjordes 1974 norr om Sangganfloden i Yanggao härad nära gränsen mellan Hebei och Shanxi där 20 mänskliga fossiler har hittats. Åldern på fynden har varit kontroversiell, och studier presenterade 2017 daterar människorna som hittats vid Xujiayao till 370 000 till 260 000 år före vår tid. Tidigare har fynden daterats till en ålder av 120 000 till 60 000 år.
Det är inte säkert fastslaget hur Xujiayaomänniskan är besläktade med andra arter från de forna människotyperna. Kindtänderna från Xujiayao har likhetern med Denisovamänniskan, och det finns även tydliga drag av Neandertalmänniska. Eventuellt är Xujiayaomänniskan en tidig Denisovamänniska, men det är även tänkbart att den tillhör är en ännu ökänd gren i människofamiljen.